# Pietro Crescenzi

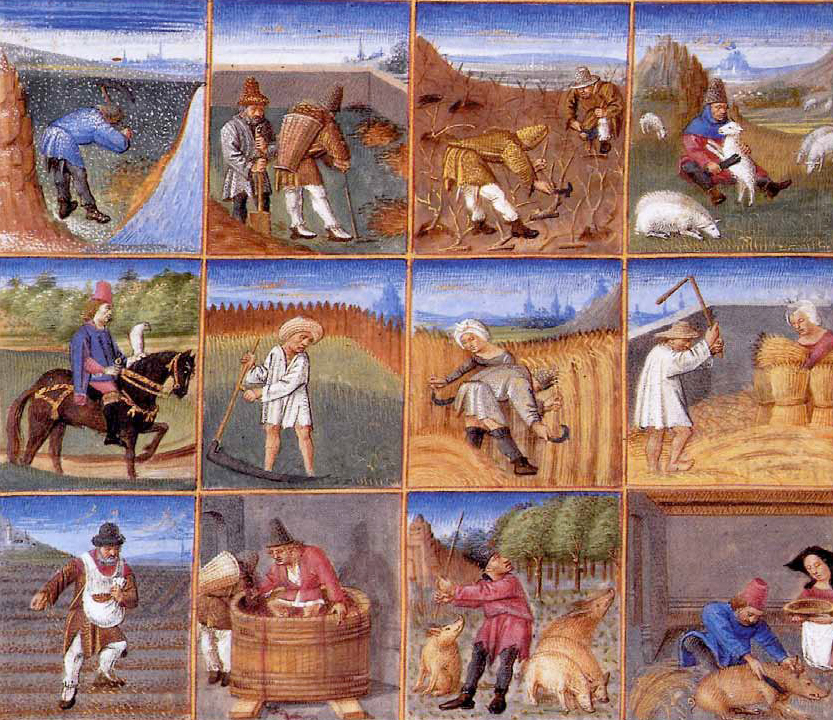
Parte del Calendario Crescenzi, en The Patrician Garden, c. 1495, British Library.

Pietro Crescenzi (o Pier Crescenzi) (ca. 1230/35-ca. 1320) fue un jurista italiano de Bolonia, también conocido por ser escritor de un libro de agricultura y jardinería. Estudió en la Universidad de Bolonia en Lógica, Medicina, Ciencias Naturales y Derecho, Crescenzi ejerció como abogado y juez desde 1269 hasta 1299. Después de retirarse a su villa, la Villa Olmo, en el recinto periurbano en el exterior de la muralla de Bolonia, escribió un tratado agrícola basado, en gran medida, en las fuentes clásicas y medievales, así como en su propia experiencia como propietario de tierras.

## Liber ruralium commodorum
Su libro Commodorum Ruralium Liber [El libro de los beneficios rurales] se completó entre 1304 y 1309, y fue dedicado a Carlos II de Nápoles. El rey Carlos V de Francia ordenó la traducción al francés en 1373. Después de circular por Europa en forma de numerosas copias manuscritas, el tratado de Crescenzi fue publicado en Augsburgo por Johann Schüssler en 1471, convirtiéndose en el primer texto impreso sobre la agricultura moderna. En el siglo XVI aparecieron unas 57 ediciones en latín, italiano, francés y alemán.
El libro noveno es de uno de los más antiguos que se conocen sobre veterinaria. No hace sino repetir cuando escribieron los autores latinos, particularmente sobre los animales domésticos y no añade nada de autores veterinarios griegos, que, al parecer, le eran desconocidos. En cirugía aconseja principalmente la sangría y la cauterización; el despalme para las enfermedades del pie y la castración del toro según el método descrito por Paladio. Habla también de la interceptación del curso de la sangre en las venas superiores de los miembros para curar tumores blandos y huesosos de las articulaciones, cuya operación se encuentra mencionada por primera vez en Celso, y se ocupa luego del adelgazamiento de la tapa del casco, combinado con el empleo de un agente cáustico para combatir los cuartos y razas; este tratamiento es muy juicioso y se le debe a él solo.

### Capítulos del libro
Crescenzi organizó el libro en 12 partes:
- Localización y diseño de una casa, villa o explotación, teniendo en cuenta el clima, los vientos y el suministro de agua, también los derechos de la propiedad de la finca;
- Propiedades botánicas  de las plantas y técnicas hortícolas;
- Agricultura de cereales y la construcción de un granero;
- Vides y elaboración del vino;
- Arboricultura, árboles útiles para la alimentación y la medicina;
- Horticultura, plantas útiles para la alimentación y la medicina;
- Gestión de prados y bosques;
- Jardines de recreo;
- La ganadería y la apicultura;
- La caza y la pesca;
- Resumen general;
- Calendario mensual de las tareas.